# Richard Flink
Pour les articles homonymes, voir Flink.
 (octobre 2018).
Si vous disposez d'ouvrages ou d'articles de référence ou si vous connaissez des sites web de qualité traitant du thème abordé ici, merci de compléter l'article en donnant les références utiles à sa vérifiabilité et en les liant à la section « Notes et références ».
Richard Flink, né le 29 juin 1903 à Haarlem et mort le 24 juillet 1967 à Rotterdam, est un acteur néerlandais.

## Carrière
Issue d'une famille d'artiste, de 1929 à 1967, il fut l'époux de l'actrice Mieke Verstraete. Il est père de l'acteur Coen Flink et l'actrice Mariëtte Flink (née en 1930). Il est le beau-fils de l'acteur Jules Verstraete. Il est le beau-frère de l'actrice Jeanne Verstraete ainsi que des acteurs Guus Verstraete et Bob Verstraete. Il l'oncle des acteurs Hans Croiset et Jules Croiset. Il est le grand-oncle des acteurs Vincent Croiset et Niels Croiset. Il est le beau-oncle de l'écrivaine Agaath Witteman.

## Filmographie

### Cinéma et téléfilms
- 1934 : Willem van Oranje
- 1944 : Drie weken huisknecht (nl)
- 1959 : Jeanne d'Arc
- 1960 : John Brown
- 1961 : De dood van een handelsreiziger
- 1963 : Zingend in de wildernis
- 1964 : Maigret